# Bursinel
Bursinel ist eine politische Gemeinde im Distrikt Nyon des Kantons Waadt in der Schweiz.

## Geographie

Luftbild (1964)

Bursinel liegt auf 428 m ü. M., 8 km nordöstlich des Bezirkshauptortes Nyon (Luftlinie). Das Bauerndorf erstreckt sich am Südrand des Plateaus am Fuss der Waadtländer Côte, in aussichtsreicher Lage rund 50 m über dem Seespiegel des Genfersees.
Die Fläche des 1,8 km² grossen Gemeindegebiets umfasst einen kleinen Abschnitt am Nordwestufer des Genfersees. Der Gemeindeboden erstreckt sich vom Seeufer nach Nordwesten über den flachen Uferrandstreifen und den anschliessenden Steilhang bis auf das Plateau und zum Bach Fossy. Die höchste Erhebung von Bursinel wird mit 435 m ü. M. auf diesem Plateau erreicht. Von der Gemeindefläche entfielen 1997 13 % auf Siedlungen, 12 % auf Wald und Gehölze und 75 % auf Landwirtschaft.
Zu Bursinel gehören der Weiler L'Oujonnet (425 m ü. M.), ebenfalls am Rand des Plateaus gelegen, sowie einige Hofgüter. Nachbargemeinden von Bursinel sind Dully, Bursins, Gilly und Rolle.

## Bevölkerung
Mit 525 Einwohnern (Stand 31. Dezember 2023) gehört Bursinel zu den kleinen Gemeinden des Kantons Waadt. Von den Bewohnern sind 82,2 % französischsprachig, 6,7 % deutschsprachig und 5,3 % englischsprachig (Stand 2000). Die Bevölkerungszahl von Bursinel belief sich 1850 auf 187 Einwohner, 1900 auf 199 Einwohner. Nach 1980 (164 Einwohner) setzte eine rasche Bevölkerungszunahme mit einer Verdoppelung der Einwohnerzahl innerhalb von 20 Jahren ein.

## Wirtschaft
Bursinel war bis in die zweite Hälfte des 20. Jahrhunderts ein vorwiegend durch die Landwirtschaft geprägtes Dorf. Noch heute spielt die Landwirtschaft als Erwerbszweig der Bevölkerung eine wichtige Rolle. Am Steilhang unterhalb des Ortes gibt es ein ausgedehntes Weinbaugebiet. Auf den fruchtbaren Böden des Plateaus wird hauptsächlich Ackerbau betrieben. Weitere Arbeitsplätze sind vor allem im Dienstleistungssektor vorhanden. In den letzten Jahrzehnten hat sich das Dorf dank seiner attraktiven Lage zu einer Wohngemeinde entwickelt. Zahlreiche Erwerbstätige sind Wegpendler, die vor allem in Nyon arbeiten.

## Verkehr
Die Gemeinde liegt zwar abseits grösserer Durchgangsstrassen, ist aber verkehrstechnisch trotzdem gut erschlossen. Sie kann von der Hauptstrasse 1, die von Genf entlang dem Seeufer nach Lausanne führt, leicht erreicht werden. Am 14. April 1858 wurde der Abschnitt von Morges nach Coppet der Eisenbahnlinie Lausanne-Genf mit einem Bahnhof in Bursinel in Betrieb genommen. Heute halten jedoch keine Züge mehr in Bursinel.

## Geschichte
Die erste urkundliche Erwähnung des Ortes erfolgte 1139 unter dem Namen Brucines, 1220 erschien die Schreibweise Brucinais. Bursinel unterstand im Mittelalter der Herrschaft Mont-le-Vieux. Auch das Kartäuserkloster Oujon (bei Arzier) hatte Grundbesitz auf dem Gemeindegebiet. Das Schloss von Bursinel war ab 1527 Versammlungsort von prosavoyischen Adligen, welche die Stadt Genf zweimal belagerten. Die von Genf zu Hilfe gerufenen Eidgenossen zerstörten das Schloss im Jahr 1530.
Mit der Eroberung der Waadt durch Bern im Jahr 1536 kam Bursinel unter die Verwaltung der Vogtei Morges. Nach dem Zusammenbruch des Ancien Régime gehörte das Dorf von 1798 bis 1803 während der Helvetik zum Kanton Léman, der anschliessend mit der Inkraftsetzung der Mediationsverfassung im Kanton Waadt aufging.

## Sehenswürdigkeiten
Die Kapelle Saint-Hilaire wurde bereits 1139 erwähnt. Sie ist seit dem 13. Jahrhundert Pfarrkirche. Das Schloss von Bursinel wurde nach dem Brand wiederaufgebaut. Die heutigen Gebäude stammen zumeist aus dem 18. Jahrhundert, während der Bergfried der mittelalterlichen Burg noch erhalten ist. Beim Weingut Oujonnet, ehemaliger Besitz des Klosters Oujon, steht ein Herrenhaus. In einem grossen privaten Park am Seeufer befindet sich die 1828 erbaute Villa Choisi.

## Persönlichkeiten
- Otto Frei (1924–1990), Schweizer Journalist und Schriftsteller, hier wohnhaft und verstorben